# Ursoaia, Mureș
Ursoaia (în maghiară: Urszajatelep) este un sat în comuna Papiu Ilarian din județul Mureș, Transilvania, România.